# Zdravilni gozdni koren
Angelika ali zdravilni gozdni koren (znanstveno ime Angelica archangelica) je močna aromatična rastlina iz družine kobulnic, ki so jo severnoevropski narodi uporabljali kot zdravilo za številne bolezni. 
Zdravilni gozdni koren ima rad vlago, zato najbolje uspeva na močvirnatih travnikih in rečnih bregovih. Z velikimi listi spominja na tropske rastline, zato lahko v vrtu ustvari videz bujnosti in razkošja. Njeni listi in cvetovi se uporabljajo  kot okras, v kuhinji služijo njena semena za dišavljenje džina in drugih pijač, v kozmetiki pa njene liste dodajajo za sproščanje h kopeli.

## Poimenovanje
Ime Archangelica izhaja iz grške besede arkhangelos (= nadangel), saj legenda pravi, da je nadangel Gabriel ljudem povedal za uporabo te rastline v zdravilne namene. Druga domneva pravi, da je latinsko ime povezano z dejstvom, da se je razcvetela v dneh (po starem koledarju) okrog praznika nadangela Mihaela.
V slovenščini se poleg izrazov zdravilni gozdni koren in angelika uporabljajo še prsna korenina, sveta grenčica, žlahtna angelika, vrtna vanelka, vrtna angelika, angelika arhangelika.

## Različice
- Angelica acutiloba – dang-gui v kitajščini
- Angelica ampla – velika angelika
- Angelica archangelica – vrtna angelika, archangel, angelique
- Angelica arguta – Lyallova angelika
- Angelica atropurpurea – purplestem angelika, alexanders
- Angelica breweri – Brewerjeva angelika
- Angelica californica – kaliforniska angelika
- Angelica callii – Callova angelika
- Angelica canbyi – Canbyjeva angelika
- Angelica cartilaginomarginata
- Angelica dahurica – bai zhi v kitajščini
- Angelica dawsonii – Dawsonova angelika
- Angelica dentata – obalna angelika
- Angelica genuflexa – kneeling angelika
- Angelica gigas – cham dangwi v Koreji
- Angelica glabra – sinonim za Angelica dahurica[4]
- Angelica grayi – Grayeva angelika
- Angelica hendersonii – Hendersonova angelika
- Angelica japonica
- Angelica keiskei – ashitaba na Japonskem
- Angelica kingii – kraljeva angelika
- Angelica lineariloba – strupena angelika
- Angelica lucida – morsko-obalna angelika
- Angelica pachycarpa
- Angelica palustris
- Angelica pancicii
- Angelica pinnata – majnolistna angelika
- Angelica pubescens - shishiudo v japonščini, du huo v kitajščini
- Angelica roseana – roza angelika
- Angelica sinensis –  dong quai
- Angelica scabrida – Charleston Mountain angelika, rough angelica
- Angelica sylvestris – divja angelika
- Angelica tomentosa – volnata angelika
- Angelica triquinata – filmska angelika
- Angelica ubatakensis
- Angelica venenosa – poraščena angelika
- Angelica wheeleri – Utaška (Utah) angelika

## Zdravilna uporaba
Uporablja se zlasti korenina (ime droge: Angelicae radix), ki vsebuje grenčine in dišavna olja. Alkoholni izvlečki in čaji korenine se uporabljajo pri pomanjkanju apetita, blažjih želodčnih ali črevesnih krčih, napihnjenosti in vetrovih. Deluje kot karminativ, ima protibakterijske lastnosti in spodbuja izločanje želodčnega soka in soka trebušne slinavke.
V ljudski medicini se uporablja tudi dišavno olje iz zdravilnega gozdnega korena (ime droge: Angelicae aetheroleum), ki se pridobiva iz korenine. Uživanje dišavnega olja naj bi pomagalo pri nespečnosti, zunanja uporaba pa pri revmatizmu in nevralgijah. V velikih količinah je škodljivo.